# Roestbruine Amerikaanse rivierkreeft
De roestbruine Amerikaanse rivierkreeft (Faxonius rusticus) is een kreeftensoort uit de familie van de Cambaridae. De wetenschappelijke naam van de soort werd in 1852 voor het eerst geldig gepubliceerd door Charles Frédéric Girard.

## Beschrijving
Volwassen exemplaren van de roestbruine Amerikaanse rivierkreeft kunnen 10 centimeter lang worden, hoewel ze al volwassen worden bij ongeveer 4,4 centimeter. Ze kunnen in kleur variëren van groenachtig grijs tot roodachtig bruin. Ze zijn gemakkelijk te herkennen aan twee "roestige", roodachtige vlekken op de zijkanten van hun rug en hun grote voorklauwen met zwarte banden rond de uiteinden. Mannelijke exemplaren hebben kleine haakachtige kenmerken op hun eerste paar achterpoten die ze gebruiken om een vrouwtje vast te houden tijdens het paren.

## Verspreiding
De roestbruine Amerikaanse rivierkreeft is inheems in het stroomgebied van de Ohio-rivier in het middenwesten van de Verenigde Staten, maar het verspreidingsgebied is de afgelopen 20 jaar snel uitgebreid en het is nu geïntroduceerd in ten minste 20 Amerikaanse staten en twee Canadese provincies. Het is wijdverbreid in de monding van de Hudson-rivier, New York en het stroomgebied van de Chesapeake Bay. Het leeft in beken, vijvers en meren in verschillende leefomgevingen, waaronder rotsachtige, modderige en begroeide gebieden. In sommige regio's wordt het aangetroffen in brak water tot een zoutgehalte van 15 psu. Het heeft negatieve ecologische gevolgen gehad in meren en beken waar het is geïntroduceerd, door de watervegetatie te beschadigen, te concurreren met inheemse rivierkreeften en door te jagen op inheemse slakken.

## Invasieve uitheemse soort
In Europa komt de gevlekte rivierkreeft voor als exoot - ze werd voor de eerste keer waargenomen in Frankrijk in 2019. Sinds 2022 staat deze soort op de lijst van invasieve exoten die zorgwekkend zijn voor de Europese Unie. Dit betekent onder andere dat een levende gevlekte rivierkreeft niet langer in de Europese Unie mag worden gehouden, ingevoerd, vervoerd, gecommercialiseerd, gekweekt, gebruikt, uitgewisseld noch vrijgelaten in de natuur. In België en Nederland werd de soort nog niet waargenomen. Indien de soort in de toekomst wordt waargenomen, moet deze zo snel mogelijk verwijderd worden uit de natuur.